# Слободан Цветковић
Слободан Цветковић (Нови Сад, 28. јун 1974) је српски политичар и министар привреде од 6. септембра 2023. године, након што је смењен Раде Баста на захтев Драгана Марковића и Ивице Дачића, услед ставова који не одражавају политику Владе Републике Србије.

## Биографија
Цветковић је родном граду завршио основну и средњу школу. Од високог образовања је завршио Вишу пословну школу, 	Висока пословна школа
Факултет за трговину и банкарство, Универзитет „Браћа Карић“ и Европски центар за мир и развој Универзитета за мир Уједињених нација.

## Каријера
Обављао је функцију директора беочинског Јавног предузећа „Спортски центар” током изградње спортског објекта Беочин.
У два наврата у периоду од 2004. до 2012. године је вршио функцију Помоћник покрајинског секретара за културу и јавно информисање у Влади Војводине и руководио је Сектором за информационе системе и електронске медије.
Током марта 2013. године, постао је помоћник директора за међународне комерцијалне послове Института за ратарство и повртарство „НС семе“. Такође је члан Управном одбору Агенције за управљање лукама Србије одлуком Владе Републике Србије 31. јула 2014. године, док је у новембру Надзорни одбор Новосадског сајма АД исте године именован за Генералног директора.
Постао је министар привреде у трећој влади Ане Брнабић 6. септембра 2023. године, након што је смењен Раде Баста на захтев Драгана Марковић и Ивице Дачића, услед ставова који не одражавају политику Владе Републике Србије (попут ставова да треба увести санкције Руској Федерације услед притисака са Запада, као и изјаве да би се и други чланови Владе (поред њега) требали наћи на улици услед масакра у Огледној основној школи „Владислав Рибникар”).